# Hochgall
Le Monte Collalto (Hochgall en allemand) est un sommet des Alpes, à 3 436 m, dans les Hohe Tauern, et plus particulièrement le point culminant du chaînon de Rieserfern, en Italie (province autonome de Bolzano).

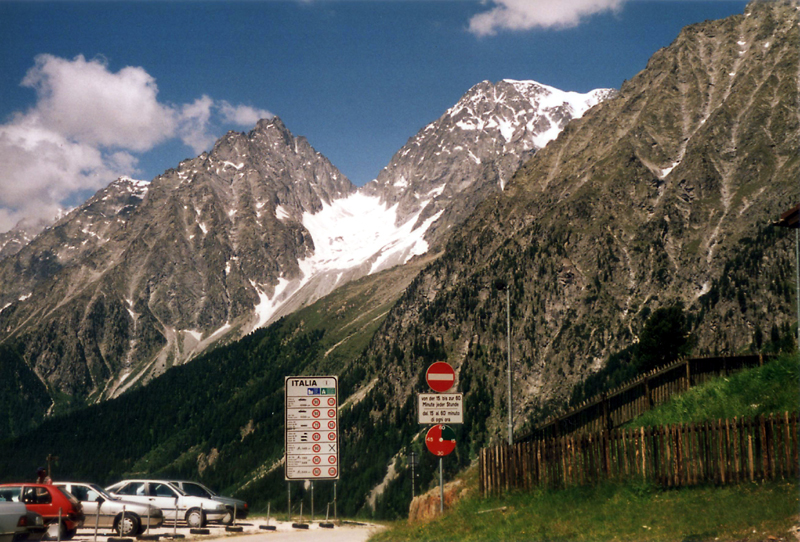
Le Wildgall (à gauche) et le Hochgall (au centre) depuis l'est (passo Stalle).